# Międzyagencyjna Sieć Odzyskiwania Mienia Camden
Międzyagencyjna Sieć Odzyskiwania Mienia Camden (CARIN, z ang. Camden Assets Recovery Interagency Network) – nieformalna sieć ekspertów i praktyków z dziedziny ujawniania, zabezpieczania oraz konfiskaty mienia pochodzącego z przestępstwa. Jest to sieć międzyagencyjna co oznacza, że każde państwo członkowskie organizacji jest reprezentowane przez funkcjonariusza organów ścigania oraz przedstawiciela instytucji wymiaru sprawiedliwości (prokuratora, sędziego śledczego itp. w zależności od systemu prawnego). Reprezentanci państw członkowskich nazywani są „krajowymi punktami kontaktowymi”. Wszyscy reprezentanci muszą posługiwać się językiem angielskim jako językiem roboczym CARIN. Z każdym punktem kontaktowym można skontaktować się telefonicznie lub przez pocztę elektroniczną dzięki liście kontaktowej dostępnej dla wszystkich uczestników sieci.
Celem CARIN jest podniesienie efektywności działań państw członkowskich, zmierzających do pozbawiania przestępców ich nielegalnych dochodów.
CARIN w 2012 roku zrzesza 55 członków – państw (w tym wszystkich 27 państw członkowskich UE), odrębnych obszarów jurysdykcyjnych oraz organizacji międzynarodowych.